# Segismundo Moret
Segismundo Moret y Prendergast (Cadice, 2 giugno 1833 – Madrid, 28 gennaio 1913) è stato un politico spagnolo.
Eletto deputato, collaborò alla redazione della Costituzione del 1869; a partire dal 1885 fu membro del Partito liberale, ne divenne il presidente nel 1903.
È stato Presidente del Consiglio dei Ministri per tre volte: dal 1º dicembre 1905 al 6 luglio 1906, dal 30 novembre al 4 dicembre 1906 e dal 21 ottobre 1909 al 9 febbraio 1910.

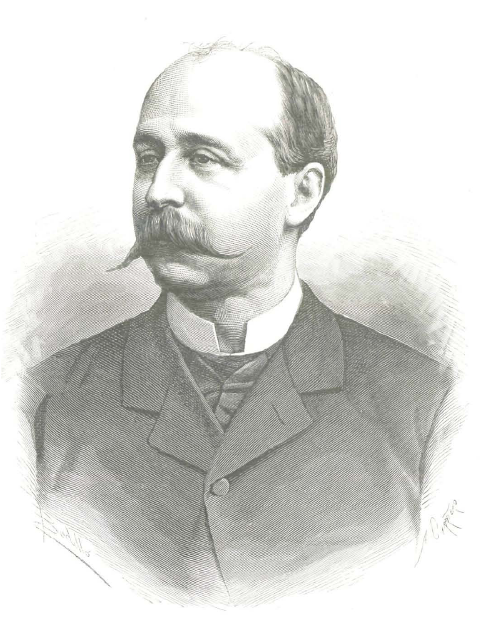
Ritratto di Segismundo Moret nel 1881

Fu membro della Massoneria.